# Premsa d'Espanya
Aquest article conté la premsa que s'ha publicat i es publica a Espanya.

## Premsa d'Espanya

### Premsa en castellà
| Nom del diari             | Temàtica    | Tendència                       | Tipus       | Format              | Grup editorial                  | Ref.   |
| ------------------------- | ----------- | ------------------------------- | ----------- | ------------------- | ------------------------------- | ------ |
| ABC                       | generalista | dreta espanyolista i monàrquica | pagament    | comptacte           | Vocento                         | [ 1 ]  |
| El Correo                 | generalista | espanyolista                    | pagament    | gran format         | Vocento                         | [ 2 ]  |
| El País                   | generalista | esquerra espanyolista           | pagament    | gran format         | Prisa                           | [ 3 ]  |
| El Periódico de Catalunya | generalista | esquerra espanyolista           | pagament    | gran format         | Grup Zeta                       | [ 4 ]  |
| La Razón                  | generalista | dreta espanyolista              | pagament    | compacte            | Planeta                         | [ 5 ]  |
| La Vanguardia             | generalista | dreta espanyolista              | pagament    | gran format         | Grup Godó                       | [ 6 ]  |
| Diario As                 | generalista | -                               | pagament    | gran format         | Prisa                           | [ 7 ]  |
| Diario RED                | generalista | esquerra                        | gratuït     | digital             |                                 | [ 8 ]  |
| Marca                     | generalista | -                               | pagament    | gran format         | Unidad Editorial                | [ 9 ]  |
| Mundo Deportivo           | generalista | -                               | pagament    | gran format         | Grup Godó                       | [ 10 ] |
| Sport                     | generalista | -                               | pagament    | gran format         | Grup Zeta                       | [ 11 ] |
| Cinco Días                | economia    | pagament                        | gran format | Prisa               | [ 12 ]                          |        |
| El Economista             | economia    | pagament                        | gran format | Editorial Ecoprensa | [ 13 ]                          |        |
| Expansión                 | economia    | pagament                        | gran format | Unidad Editorial    | [ 14 ]                          |        |
| El confidencial           | generalista | dreta espanyolista              | pagament    | gran format         | Titania Compañía Editorial      | [ 15 ] |
| 20 minutos                | generalista | -                               | gratuït     | compacte            | Grupo Henneo                    | [ 16 ] |
| eldiario.es               | generalista | esquerra espanyolista           | gratuït     | digital             | Associated Whistleblowing Press | [ 17 ] |
| OKdiario                  | generalista | dreta espanyolista              | gratuït     | digital             |                                 | [ 18 ] |
| Libertad digital          | generalista | esquerra espanyolista           | gratuït     | digital             |                                 | [ 19 ] |
| Economía Digital          | economia    | gratuït                         | digital     |                     | [ 20 ]                          |        |

### Premsa en català
| Nom del diari             | Temàtica    | Tendència             | Tipus    | Format      | Grup editorial                  | Ref.   |
| ------------------------- | ----------- | --------------------- | -------- | ----------- | ------------------------------- | ------ |
| Ara                       | generalista | catalanista           | pagament | gran format | Ara, SL                         | [ 21 ] |
| El Periódico de Catalunya | generalista | dreta espanyolista    | pagament | gran format | Grup Zeta                       | [ 22 ] |
| La Vanguardia             | generalista | dreta espanyolista    | pagament | gran format | Grup Godó                       | [ 23 ] |
| El Punt Avui              | generalista | catalanista           | pagament | gran format | Hermes Comunicacions            | [ 24 ] |
| L'Esportiu                | esports     | -                     | pagament | compacte    | Hermes Comunicacions            | [ 25 ] |
| L'Econòmic                | economia    | -                     | pagament | gran format | Hermes Comunicacions            | [ 26 ] |
| Diari de Balears          | generalista | catalanista           | pagament | gran format | Ona Mediterrània                | [ 27 ] |
| El Levante                | generalista | espanyolista          | pagament | gran format | Prensa Ibérica                  | [ 28 ] |
| 20 minutos                | generalista | -                     | gratuït  | compacte    | Grupo Henneo                    | [ 16 ] |
| El Món                    | generalista | catalanista           | gratuït  | digital     | Totmèdia                        | [ 29 ] |
| Nació Digital             | generalista | catalanista           | gratuït  | digital     | Aquitània, SL                   | [ 30 ] |
| El Nacional               | generalista | catalanista           | gratuït  | digital     | Grup de Notícies de Catalunya   | [ 31 ] |
| VilaWeb                   | generalista | esquerra catalanista  | gratuït  | digital     | Partal, Maresma i Associats, SL | [ 32 ] |
| El País                   | generalista | esquerra espanyolista | gratuït  | digital     | Prisa                           | [ 3 ]  |
| Públic                    | generalista | esquerra espanyolista | gratuït  | digital     | Display Connectors, SL          | [ 33 ] |

### Premsa en basc
| Nom del diari   | Temàtica    | Tendència         | Tipus    | Format | Grup editorial | Ref. |
| --------------- | ----------- | ----------------- | -------- | ------ | -------------- | ---- |
| Gara            | generalista | nacionalista basc | pagament |        |                |      |
| El Diario Vasco | generalista |                   | pagament |        |                |      |
| Berria          | generalista | nacionalista basc | pagament |        |                |      |

### Premsa en gallec
| Nom del diari     | Temàtica    | Tendència | Tipus    | Format | Grup editorial | Ref. |
| ----------------- | ----------- | --------- | -------- | ------ | -------------- | ---- |
| Galicia Hoxe      | generalista |           | pagament |        |                |      |
| El Correo Gallego | generalista |           | pagament |        |                |      |

## Revistes

### Setmanals (totes llengües)
- Hola
- QMD
- Corazón
- Divinity
- Cuore
- Diez Minutos
- Semana
- Lecturas
- El jueves
- Saber vivir
- Emprendedores
- Mía

### Mensuals (totes llengües)
- National Geographic
- Bravo
- Súper Pop
- computer Hoy
- XL Semanal
- Foto
- Muy interesante
- Sàpiens
- Coches
- Cosmopolitan
- El temps
- Emprenedors
- Historia
- Cosas
- Men's Health
- Año Cero
- Cuina
- Descobrir

## Premsa desapareguda (totes llengües)
- Diario de Madrid
- El Universal
- El imparcial
- El periódico de las damas
- El Zurriago
- La Voz
- El Debate
- El Alcázar
- Pueblo
- El Correo
- La Renaixensa
- Crònica
- Acció
- Avant
- Lo Catalanista
- El Punt